# (491) Carina
(491) Carina es un asteroide perteneciente al cinturón de asteroides descubierto el 3 de septiembre de 1902 por Maximilian Franz Wolf desde el observatorio de Heidelberg-Königstuhl, Alemania.
Se desconoce la razón del nombre.